# Louder than Hell
Louder than Hell é o oitavo álbum de estúdio da banda estadunidense de heavy metal Manowar, lançado em 1996. É o primeiro álbum com o guitarrista Karl Logan. É também neste álbum que o baterista Scott Columbus retorna à banda, evento em homenagem ao qual foi composta a faixa "Return of the Warlord" ("Retorno do Senhor da Guerra"). 
A faixa "Brothers of Metal" foi composta originalmente em 1986. A princípio, a banda pretendia incluir a faixa no álbum seguinte, Fighting the World, de 1987, porém, apenas uma versão demo foi registrada, e ela só voltou a ser trabalhada novamente em 1996, onde foi incluída em Louder than Hell com algumas alterações na letra.

## Faixas
Todas as faixas escritas por Joey DeMaio, exceto as anotadas.
| N.º | Título                                       | Duração |  |
| 1.  | "Return of the Warlord" (Karl Logan, DeMaio) | 5:19    |  |
| 2.  | "Brothers of Metal (Pt. 1)"                  | 3:54    |  |
| 3.  | "The Gods Made Heavy Metal" (Logan, DeMaio)  | 6:03    |  |
| 4.  | "Courage"                                    | 3:49    |  |
| 5.  | "Number 1"                                   | 5:10    |  |
| 6.  | "Outlaw" (Logan, DeMaio)                     | 3:22    |  |
| 7.  | "King"                                       | 6:25    |  |
| 8.  | "Today Is a Good Day to Die" (instrumental)  | 9:42    |  |
| 9.  | "My Spirit Lives On" (Logan, DeMaio)         | 2:10    |  |
| 10. | "The Power"                                  | 4:09    |  |

## Membros
- Eric Adams – vocal
- Karl Logan – guitarra
- Joey DeMaio – baixo, teclado
- Scott Columbus – bateria

## Desempenho nas paradas
| Parada musical                        | Posição |
| ------------------------------------- | ------- |
| Suíça (Schweizer Hitparade)           | 24      |
| Alemanha (Offizielle Deutsche Charts) | 7       |
| Áustria (Ö3 Austria Top 40)           | 16      |
| Suécia (Sverigetopplistan)            | 22      |
| Finlândia (Suomen virallinen lista)   | 11      |